# Partida da Ópera
A Partida da Ópera é uma famosa partida de xadrez jogada entre o GM americano Paul Morphy e dois fortes amadores, o nobre alemão duque Carlos II de Brunsvique e o aristocrata francês conde Isouard, em uma casa de ópera em Paris, onde seria apresentada a Ópera Norma . A partida foi jogada em uma sala especial, onde o duque e o aristocrata estavam juntos, discutindo sobre a partida em voz alta, virada para a ópera. Enquanto os dois estavam olhando a ópera normalmente, Paul Morphy estava de costas para a ópera, e por isso ia virando-se para trás com o objetivo de acompanhar a ópera.
Este jogo é usado por vários professores de xadrez para demonstrar aos seus alunos a importância do rápido desenvolvimento das peças, entre outras lições, como demonstrar a força de uma cravada.

## O jogo
|   | a | b | c | d | e | f | g | h |   |
| 8 | b8 preto cavalo · d8 branco torre · e8 preto rei · f8 preto bispo · h8 preto torre · a7 preto peão · f7 preto peão · g7 preto peão · h7 preto peão · e6 preto rainha · e5 preto peão · g5 branco bispo · e4 branco peão · a2 branco peão · b2 branco peão · c2 branco peão · f2 branco peão · g2 branco peão · h2 branco peão · c1 branco rei | b8 preto cavalo · d8 branco torre · e8 preto rei · f8 preto bispo · h8 preto torre · a7 preto peão · f7 preto peão · g7 preto peão · h7 preto peão · e6 preto rainha · e5 preto peão · g5 branco bispo · e4 branco peão · a2 branco peão · b2 branco peão · c2 branco peão · f2 branco peão · g2 branco peão · h2 branco peão · c1 branco rei | b8 preto cavalo · d8 branco torre · e8 preto rei · f8 preto bispo · h8 preto torre · a7 preto peão · f7 preto peão · g7 preto peão · h7 preto peão · e6 preto rainha · e5 preto peão · g5 branco bispo · e4 branco peão · a2 branco peão · b2 branco peão · c2 branco peão · f2 branco peão · g2 branco peão · h2 branco peão · c1 branco rei | b8 preto cavalo · d8 branco torre · e8 preto rei · f8 preto bispo · h8 preto torre · a7 preto peão · f7 preto peão · g7 preto peão · h7 preto peão · e6 preto rainha · e5 preto peão · g5 branco bispo · e4 branco peão · a2 branco peão · b2 branco peão · c2 branco peão · f2 branco peão · g2 branco peão · h2 branco peão · c1 branco rei | b8 preto cavalo · d8 branco torre · e8 preto rei · f8 preto bispo · h8 preto torre · a7 preto peão · f7 preto peão · g7 preto peão · h7 preto peão · e6 preto rainha · e5 preto peão · g5 branco bispo · e4 branco peão · a2 branco peão · b2 branco peão · c2 branco peão · f2 branco peão · g2 branco peão · h2 branco peão · c1 branco rei | b8 preto cavalo · d8 branco torre · e8 preto rei · f8 preto bispo · h8 preto torre · a7 preto peão · f7 preto peão · g7 preto peão · h7 preto peão · e6 preto rainha · e5 preto peão · g5 branco bispo · e4 branco peão · a2 branco peão · b2 branco peão · c2 branco peão · f2 branco peão · g2 branco peão · h2 branco peão · c1 branco rei | b8 preto cavalo · d8 branco torre · e8 preto rei · f8 preto bispo · h8 preto torre · a7 preto peão · f7 preto peão · g7 preto peão · h7 preto peão · e6 preto rainha · e5 preto peão · g5 branco bispo · e4 branco peão · a2 branco peão · b2 branco peão · c2 branco peão · f2 branco peão · g2 branco peão · h2 branco peão · c1 branco rei | b8 preto cavalo · d8 branco torre · e8 preto rei · f8 preto bispo · h8 preto torre · a7 preto peão · f7 preto peão · g7 preto peão · h7 preto peão · e6 preto rainha · e5 preto peão · g5 branco bispo · e4 branco peão · a2 branco peão · b2 branco peão · c2 branco peão · f2 branco peão · g2 branco peão · h2 branco peão · c1 branco rei | 8 |
| 7 | b8 preto cavalo · d8 branco torre · e8 preto rei · f8 preto bispo · h8 preto torre · a7 preto peão · f7 preto peão · g7 preto peão · h7 preto peão · e6 preto rainha · e5 preto peão · g5 branco bispo · e4 branco peão · a2 branco peão · b2 branco peão · c2 branco peão · f2 branco peão · g2 branco peão · h2 branco peão · c1 branco rei | b8 preto cavalo · d8 branco torre · e8 preto rei · f8 preto bispo · h8 preto torre · a7 preto peão · f7 preto peão · g7 preto peão · h7 preto peão · e6 preto rainha · e5 preto peão · g5 branco bispo · e4 branco peão · a2 branco peão · b2 branco peão · c2 branco peão · f2 branco peão · g2 branco peão · h2 branco peão · c1 branco rei | b8 preto cavalo · d8 branco torre · e8 preto rei · f8 preto bispo · h8 preto torre · a7 preto peão · f7 preto peão · g7 preto peão · h7 preto peão · e6 preto rainha · e5 preto peão · g5 branco bispo · e4 branco peão · a2 branco peão · b2 branco peão · c2 branco peão · f2 branco peão · g2 branco peão · h2 branco peão · c1 branco rei | b8 preto cavalo · d8 branco torre · e8 preto rei · f8 preto bispo · h8 preto torre · a7 preto peão · f7 preto peão · g7 preto peão · h7 preto peão · e6 preto rainha · e5 preto peão · g5 branco bispo · e4 branco peão · a2 branco peão · b2 branco peão · c2 branco peão · f2 branco peão · g2 branco peão · h2 branco peão · c1 branco rei | b8 preto cavalo · d8 branco torre · e8 preto rei · f8 preto bispo · h8 preto torre · a7 preto peão · f7 preto peão · g7 preto peão · h7 preto peão · e6 preto rainha · e5 preto peão · g5 branco bispo · e4 branco peão · a2 branco peão · b2 branco peão · c2 branco peão · f2 branco peão · g2 branco peão · h2 branco peão · c1 branco rei | b8 preto cavalo · d8 branco torre · e8 preto rei · f8 preto bispo · h8 preto torre · a7 preto peão · f7 preto peão · g7 preto peão · h7 preto peão · e6 preto rainha · e5 preto peão · g5 branco bispo · e4 branco peão · a2 branco peão · b2 branco peão · c2 branco peão · f2 branco peão · g2 branco peão · h2 branco peão · c1 branco rei | b8 preto cavalo · d8 branco torre · e8 preto rei · f8 preto bispo · h8 preto torre · a7 preto peão · f7 preto peão · g7 preto peão · h7 preto peão · e6 preto rainha · e5 preto peão · g5 branco bispo · e4 branco peão · a2 branco peão · b2 branco peão · c2 branco peão · f2 branco peão · g2 branco peão · h2 branco peão · c1 branco rei | b8 preto cavalo · d8 branco torre · e8 preto rei · f8 preto bispo · h8 preto torre · a7 preto peão · f7 preto peão · g7 preto peão · h7 preto peão · e6 preto rainha · e5 preto peão · g5 branco bispo · e4 branco peão · a2 branco peão · b2 branco peão · c2 branco peão · f2 branco peão · g2 branco peão · h2 branco peão · c1 branco rei | 7 |
| 6 | b8 preto cavalo · d8 branco torre · e8 preto rei · f8 preto bispo · h8 preto torre · a7 preto peão · f7 preto peão · g7 preto peão · h7 preto peão · e6 preto rainha · e5 preto peão · g5 branco bispo · e4 branco peão · a2 branco peão · b2 branco peão · c2 branco peão · f2 branco peão · g2 branco peão · h2 branco peão · c1 branco rei | b8 preto cavalo · d8 branco torre · e8 preto rei · f8 preto bispo · h8 preto torre · a7 preto peão · f7 preto peão · g7 preto peão · h7 preto peão · e6 preto rainha · e5 preto peão · g5 branco bispo · e4 branco peão · a2 branco peão · b2 branco peão · c2 branco peão · f2 branco peão · g2 branco peão · h2 branco peão · c1 branco rei | b8 preto cavalo · d8 branco torre · e8 preto rei · f8 preto bispo · h8 preto torre · a7 preto peão · f7 preto peão · g7 preto peão · h7 preto peão · e6 preto rainha · e5 preto peão · g5 branco bispo · e4 branco peão · a2 branco peão · b2 branco peão · c2 branco peão · f2 branco peão · g2 branco peão · h2 branco peão · c1 branco rei | b8 preto cavalo · d8 branco torre · e8 preto rei · f8 preto bispo · h8 preto torre · a7 preto peão · f7 preto peão · g7 preto peão · h7 preto peão · e6 preto rainha · e5 preto peão · g5 branco bispo · e4 branco peão · a2 branco peão · b2 branco peão · c2 branco peão · f2 branco peão · g2 branco peão · h2 branco peão · c1 branco rei | b8 preto cavalo · d8 branco torre · e8 preto rei · f8 preto bispo · h8 preto torre · a7 preto peão · f7 preto peão · g7 preto peão · h7 preto peão · e6 preto rainha · e5 preto peão · g5 branco bispo · e4 branco peão · a2 branco peão · b2 branco peão · c2 branco peão · f2 branco peão · g2 branco peão · h2 branco peão · c1 branco rei | b8 preto cavalo · d8 branco torre · e8 preto rei · f8 preto bispo · h8 preto torre · a7 preto peão · f7 preto peão · g7 preto peão · h7 preto peão · e6 preto rainha · e5 preto peão · g5 branco bispo · e4 branco peão · a2 branco peão · b2 branco peão · c2 branco peão · f2 branco peão · g2 branco peão · h2 branco peão · c1 branco rei | b8 preto cavalo · d8 branco torre · e8 preto rei · f8 preto bispo · h8 preto torre · a7 preto peão · f7 preto peão · g7 preto peão · h7 preto peão · e6 preto rainha · e5 preto peão · g5 branco bispo · e4 branco peão · a2 branco peão · b2 branco peão · c2 branco peão · f2 branco peão · g2 branco peão · h2 branco peão · c1 branco rei | b8 preto cavalo · d8 branco torre · e8 preto rei · f8 preto bispo · h8 preto torre · a7 preto peão · f7 preto peão · g7 preto peão · h7 preto peão · e6 preto rainha · e5 preto peão · g5 branco bispo · e4 branco peão · a2 branco peão · b2 branco peão · c2 branco peão · f2 branco peão · g2 branco peão · h2 branco peão · c1 branco rei | 6 |
| 5 | b8 preto cavalo · d8 branco torre · e8 preto rei · f8 preto bispo · h8 preto torre · a7 preto peão · f7 preto peão · g7 preto peão · h7 preto peão · e6 preto rainha · e5 preto peão · g5 branco bispo · e4 branco peão · a2 branco peão · b2 branco peão · c2 branco peão · f2 branco peão · g2 branco peão · h2 branco peão · c1 branco rei | b8 preto cavalo · d8 branco torre · e8 preto rei · f8 preto bispo · h8 preto torre · a7 preto peão · f7 preto peão · g7 preto peão · h7 preto peão · e6 preto rainha · e5 preto peão · g5 branco bispo · e4 branco peão · a2 branco peão · b2 branco peão · c2 branco peão · f2 branco peão · g2 branco peão · h2 branco peão · c1 branco rei | b8 preto cavalo · d8 branco torre · e8 preto rei · f8 preto bispo · h8 preto torre · a7 preto peão · f7 preto peão · g7 preto peão · h7 preto peão · e6 preto rainha · e5 preto peão · g5 branco bispo · e4 branco peão · a2 branco peão · b2 branco peão · c2 branco peão · f2 branco peão · g2 branco peão · h2 branco peão · c1 branco rei | b8 preto cavalo · d8 branco torre · e8 preto rei · f8 preto bispo · h8 preto torre · a7 preto peão · f7 preto peão · g7 preto peão · h7 preto peão · e6 preto rainha · e5 preto peão · g5 branco bispo · e4 branco peão · a2 branco peão · b2 branco peão · c2 branco peão · f2 branco peão · g2 branco peão · h2 branco peão · c1 branco rei | b8 preto cavalo · d8 branco torre · e8 preto rei · f8 preto bispo · h8 preto torre · a7 preto peão · f7 preto peão · g7 preto peão · h7 preto peão · e6 preto rainha · e5 preto peão · g5 branco bispo · e4 branco peão · a2 branco peão · b2 branco peão · c2 branco peão · f2 branco peão · g2 branco peão · h2 branco peão · c1 branco rei | b8 preto cavalo · d8 branco torre · e8 preto rei · f8 preto bispo · h8 preto torre · a7 preto peão · f7 preto peão · g7 preto peão · h7 preto peão · e6 preto rainha · e5 preto peão · g5 branco bispo · e4 branco peão · a2 branco peão · b2 branco peão · c2 branco peão · f2 branco peão · g2 branco peão · h2 branco peão · c1 branco rei | b8 preto cavalo · d8 branco torre · e8 preto rei · f8 preto bispo · h8 preto torre · a7 preto peão · f7 preto peão · g7 preto peão · h7 preto peão · e6 preto rainha · e5 preto peão · g5 branco bispo · e4 branco peão · a2 branco peão · b2 branco peão · c2 branco peão · f2 branco peão · g2 branco peão · h2 branco peão · c1 branco rei | b8 preto cavalo · d8 branco torre · e8 preto rei · f8 preto bispo · h8 preto torre · a7 preto peão · f7 preto peão · g7 preto peão · h7 preto peão · e6 preto rainha · e5 preto peão · g5 branco bispo · e4 branco peão · a2 branco peão · b2 branco peão · c2 branco peão · f2 branco peão · g2 branco peão · h2 branco peão · c1 branco rei | 5 |
| 4 | b8 preto cavalo · d8 branco torre · e8 preto rei · f8 preto bispo · h8 preto torre · a7 preto peão · f7 preto peão · g7 preto peão · h7 preto peão · e6 preto rainha · e5 preto peão · g5 branco bispo · e4 branco peão · a2 branco peão · b2 branco peão · c2 branco peão · f2 branco peão · g2 branco peão · h2 branco peão · c1 branco rei | b8 preto cavalo · d8 branco torre · e8 preto rei · f8 preto bispo · h8 preto torre · a7 preto peão · f7 preto peão · g7 preto peão · h7 preto peão · e6 preto rainha · e5 preto peão · g5 branco bispo · e4 branco peão · a2 branco peão · b2 branco peão · c2 branco peão · f2 branco peão · g2 branco peão · h2 branco peão · c1 branco rei | b8 preto cavalo · d8 branco torre · e8 preto rei · f8 preto bispo · h8 preto torre · a7 preto peão · f7 preto peão · g7 preto peão · h7 preto peão · e6 preto rainha · e5 preto peão · g5 branco bispo · e4 branco peão · a2 branco peão · b2 branco peão · c2 branco peão · f2 branco peão · g2 branco peão · h2 branco peão · c1 branco rei | b8 preto cavalo · d8 branco torre · e8 preto rei · f8 preto bispo · h8 preto torre · a7 preto peão · f7 preto peão · g7 preto peão · h7 preto peão · e6 preto rainha · e5 preto peão · g5 branco bispo · e4 branco peão · a2 branco peão · b2 branco peão · c2 branco peão · f2 branco peão · g2 branco peão · h2 branco peão · c1 branco rei | b8 preto cavalo · d8 branco torre · e8 preto rei · f8 preto bispo · h8 preto torre · a7 preto peão · f7 preto peão · g7 preto peão · h7 preto peão · e6 preto rainha · e5 preto peão · g5 branco bispo · e4 branco peão · a2 branco peão · b2 branco peão · c2 branco peão · f2 branco peão · g2 branco peão · h2 branco peão · c1 branco rei | b8 preto cavalo · d8 branco torre · e8 preto rei · f8 preto bispo · h8 preto torre · a7 preto peão · f7 preto peão · g7 preto peão · h7 preto peão · e6 preto rainha · e5 preto peão · g5 branco bispo · e4 branco peão · a2 branco peão · b2 branco peão · c2 branco peão · f2 branco peão · g2 branco peão · h2 branco peão · c1 branco rei | b8 preto cavalo · d8 branco torre · e8 preto rei · f8 preto bispo · h8 preto torre · a7 preto peão · f7 preto peão · g7 preto peão · h7 preto peão · e6 preto rainha · e5 preto peão · g5 branco bispo · e4 branco peão · a2 branco peão · b2 branco peão · c2 branco peão · f2 branco peão · g2 branco peão · h2 branco peão · c1 branco rei | b8 preto cavalo · d8 branco torre · e8 preto rei · f8 preto bispo · h8 preto torre · a7 preto peão · f7 preto peão · g7 preto peão · h7 preto peão · e6 preto rainha · e5 preto peão · g5 branco bispo · e4 branco peão · a2 branco peão · b2 branco peão · c2 branco peão · f2 branco peão · g2 branco peão · h2 branco peão · c1 branco rei | 4 |
| 3 | b8 preto cavalo · d8 branco torre · e8 preto rei · f8 preto bispo · h8 preto torre · a7 preto peão · f7 preto peão · g7 preto peão · h7 preto peão · e6 preto rainha · e5 preto peão · g5 branco bispo · e4 branco peão · a2 branco peão · b2 branco peão · c2 branco peão · f2 branco peão · g2 branco peão · h2 branco peão · c1 branco rei | b8 preto cavalo · d8 branco torre · e8 preto rei · f8 preto bispo · h8 preto torre · a7 preto peão · f7 preto peão · g7 preto peão · h7 preto peão · e6 preto rainha · e5 preto peão · g5 branco bispo · e4 branco peão · a2 branco peão · b2 branco peão · c2 branco peão · f2 branco peão · g2 branco peão · h2 branco peão · c1 branco rei | b8 preto cavalo · d8 branco torre · e8 preto rei · f8 preto bispo · h8 preto torre · a7 preto peão · f7 preto peão · g7 preto peão · h7 preto peão · e6 preto rainha · e5 preto peão · g5 branco bispo · e4 branco peão · a2 branco peão · b2 branco peão · c2 branco peão · f2 branco peão · g2 branco peão · h2 branco peão · c1 branco rei | b8 preto cavalo · d8 branco torre · e8 preto rei · f8 preto bispo · h8 preto torre · a7 preto peão · f7 preto peão · g7 preto peão · h7 preto peão · e6 preto rainha · e5 preto peão · g5 branco bispo · e4 branco peão · a2 branco peão · b2 branco peão · c2 branco peão · f2 branco peão · g2 branco peão · h2 branco peão · c1 branco rei | b8 preto cavalo · d8 branco torre · e8 preto rei · f8 preto bispo · h8 preto torre · a7 preto peão · f7 preto peão · g7 preto peão · h7 preto peão · e6 preto rainha · e5 preto peão · g5 branco bispo · e4 branco peão · a2 branco peão · b2 branco peão · c2 branco peão · f2 branco peão · g2 branco peão · h2 branco peão · c1 branco rei | b8 preto cavalo · d8 branco torre · e8 preto rei · f8 preto bispo · h8 preto torre · a7 preto peão · f7 preto peão · g7 preto peão · h7 preto peão · e6 preto rainha · e5 preto peão · g5 branco bispo · e4 branco peão · a2 branco peão · b2 branco peão · c2 branco peão · f2 branco peão · g2 branco peão · h2 branco peão · c1 branco rei | b8 preto cavalo · d8 branco torre · e8 preto rei · f8 preto bispo · h8 preto torre · a7 preto peão · f7 preto peão · g7 preto peão · h7 preto peão · e6 preto rainha · e5 preto peão · g5 branco bispo · e4 branco peão · a2 branco peão · b2 branco peão · c2 branco peão · f2 branco peão · g2 branco peão · h2 branco peão · c1 branco rei | b8 preto cavalo · d8 branco torre · e8 preto rei · f8 preto bispo · h8 preto torre · a7 preto peão · f7 preto peão · g7 preto peão · h7 preto peão · e6 preto rainha · e5 preto peão · g5 branco bispo · e4 branco peão · a2 branco peão · b2 branco peão · c2 branco peão · f2 branco peão · g2 branco peão · h2 branco peão · c1 branco rei | 3 |
| 2 | b8 preto cavalo · d8 branco torre · e8 preto rei · f8 preto bispo · h8 preto torre · a7 preto peão · f7 preto peão · g7 preto peão · h7 preto peão · e6 preto rainha · e5 preto peão · g5 branco bispo · e4 branco peão · a2 branco peão · b2 branco peão · c2 branco peão · f2 branco peão · g2 branco peão · h2 branco peão · c1 branco rei | b8 preto cavalo · d8 branco torre · e8 preto rei · f8 preto bispo · h8 preto torre · a7 preto peão · f7 preto peão · g7 preto peão · h7 preto peão · e6 preto rainha · e5 preto peão · g5 branco bispo · e4 branco peão · a2 branco peão · b2 branco peão · c2 branco peão · f2 branco peão · g2 branco peão · h2 branco peão · c1 branco rei | b8 preto cavalo · d8 branco torre · e8 preto rei · f8 preto bispo · h8 preto torre · a7 preto peão · f7 preto peão · g7 preto peão · h7 preto peão · e6 preto rainha · e5 preto peão · g5 branco bispo · e4 branco peão · a2 branco peão · b2 branco peão · c2 branco peão · f2 branco peão · g2 branco peão · h2 branco peão · c1 branco rei | b8 preto cavalo · d8 branco torre · e8 preto rei · f8 preto bispo · h8 preto torre · a7 preto peão · f7 preto peão · g7 preto peão · h7 preto peão · e6 preto rainha · e5 preto peão · g5 branco bispo · e4 branco peão · a2 branco peão · b2 branco peão · c2 branco peão · f2 branco peão · g2 branco peão · h2 branco peão · c1 branco rei | b8 preto cavalo · d8 branco torre · e8 preto rei · f8 preto bispo · h8 preto torre · a7 preto peão · f7 preto peão · g7 preto peão · h7 preto peão · e6 preto rainha · e5 preto peão · g5 branco bispo · e4 branco peão · a2 branco peão · b2 branco peão · c2 branco peão · f2 branco peão · g2 branco peão · h2 branco peão · c1 branco rei | b8 preto cavalo · d8 branco torre · e8 preto rei · f8 preto bispo · h8 preto torre · a7 preto peão · f7 preto peão · g7 preto peão · h7 preto peão · e6 preto rainha · e5 preto peão · g5 branco bispo · e4 branco peão · a2 branco peão · b2 branco peão · c2 branco peão · f2 branco peão · g2 branco peão · h2 branco peão · c1 branco rei | b8 preto cavalo · d8 branco torre · e8 preto rei · f8 preto bispo · h8 preto torre · a7 preto peão · f7 preto peão · g7 preto peão · h7 preto peão · e6 preto rainha · e5 preto peão · g5 branco bispo · e4 branco peão · a2 branco peão · b2 branco peão · c2 branco peão · f2 branco peão · g2 branco peão · h2 branco peão · c1 branco rei | b8 preto cavalo · d8 branco torre · e8 preto rei · f8 preto bispo · h8 preto torre · a7 preto peão · f7 preto peão · g7 preto peão · h7 preto peão · e6 preto rainha · e5 preto peão · g5 branco bispo · e4 branco peão · a2 branco peão · b2 branco peão · c2 branco peão · f2 branco peão · g2 branco peão · h2 branco peão · c1 branco rei | 2 |
| 1 | b8 preto cavalo · d8 branco torre · e8 preto rei · f8 preto bispo · h8 preto torre · a7 preto peão · f7 preto peão · g7 preto peão · h7 preto peão · e6 preto rainha · e5 preto peão · g5 branco bispo · e4 branco peão · a2 branco peão · b2 branco peão · c2 branco peão · f2 branco peão · g2 branco peão · h2 branco peão · c1 branco rei | b8 preto cavalo · d8 branco torre · e8 preto rei · f8 preto bispo · h8 preto torre · a7 preto peão · f7 preto peão · g7 preto peão · h7 preto peão · e6 preto rainha · e5 preto peão · g5 branco bispo · e4 branco peão · a2 branco peão · b2 branco peão · c2 branco peão · f2 branco peão · g2 branco peão · h2 branco peão · c1 branco rei | b8 preto cavalo · d8 branco torre · e8 preto rei · f8 preto bispo · h8 preto torre · a7 preto peão · f7 preto peão · g7 preto peão · h7 preto peão · e6 preto rainha · e5 preto peão · g5 branco bispo · e4 branco peão · a2 branco peão · b2 branco peão · c2 branco peão · f2 branco peão · g2 branco peão · h2 branco peão · c1 branco rei | b8 preto cavalo · d8 branco torre · e8 preto rei · f8 preto bispo · h8 preto torre · a7 preto peão · f7 preto peão · g7 preto peão · h7 preto peão · e6 preto rainha · e5 preto peão · g5 branco bispo · e4 branco peão · a2 branco peão · b2 branco peão · c2 branco peão · f2 branco peão · g2 branco peão · h2 branco peão · c1 branco rei | b8 preto cavalo · d8 branco torre · e8 preto rei · f8 preto bispo · h8 preto torre · a7 preto peão · f7 preto peão · g7 preto peão · h7 preto peão · e6 preto rainha · e5 preto peão · g5 branco bispo · e4 branco peão · a2 branco peão · b2 branco peão · c2 branco peão · f2 branco peão · g2 branco peão · h2 branco peão · c1 branco rei | b8 preto cavalo · d8 branco torre · e8 preto rei · f8 preto bispo · h8 preto torre · a7 preto peão · f7 preto peão · g7 preto peão · h7 preto peão · e6 preto rainha · e5 preto peão · g5 branco bispo · e4 branco peão · a2 branco peão · b2 branco peão · c2 branco peão · f2 branco peão · g2 branco peão · h2 branco peão · c1 branco rei | b8 preto cavalo · d8 branco torre · e8 preto rei · f8 preto bispo · h8 preto torre · a7 preto peão · f7 preto peão · g7 preto peão · h7 preto peão · e6 preto rainha · e5 preto peão · g5 branco bispo · e4 branco peão · a2 branco peão · b2 branco peão · c2 branco peão · f2 branco peão · g2 branco peão · h2 branco peão · c1 branco rei | b8 preto cavalo · d8 branco torre · e8 preto rei · f8 preto bispo · h8 preto torre · a7 preto peão · f7 preto peão · g7 preto peão · h7 preto peão · e6 preto rainha · e5 preto peão · g5 branco bispo · e4 branco peão · a2 branco peão · b2 branco peão · c2 branco peão · f2 branco peão · g2 branco peão · h2 branco peão · c1 branco rei | 1 |
|   | a | b | c | d | e | f | g | h |   |

1. e4 e5
2. Cf3 d6
3. d4 Bg4 (?)
Este lance, hoje, é censurado. Porém, esta era a teoria padrão na época. Hoje, o mais comum é 3...exd4, e a resposta mais agressiva é 3...f5
4. dxe5 Bxf3
Se 4...dxe5, então 5.Dxd8+ Rxd8 6. Cxe5 e as brancas ganham um peão, fazendo com que as pretas percam o roque
5. Dxf3 dxe5
6. Bc4 Cf6
7. Db3 De7
Único bom movimento preto, é necessário defender a casa f7. Quase todos os outros movimentos pretos levam ao mate. Por exemplo, 7...Cc6 8.Bxf7+ Re7 9.De6++. 7...Dd7 perde a torre para 8.Dxb7 seguido por 9.Dxa8. As pretas são forçadas a mover a dama a e7, apesar de bloquear o bispo de f8 e impedir o roque
8. Cc3!!
As brancas preferem um rápido desenvolvimento do que material. Elas recusam o ganho de um peão com 8.Dxb7 Db4+ (unica maneira para evitar a perda da torre) 9.Dxb4, ou ganhar dois com 8.Bxf7+ Rd8 9. Dxb7 Db4+(para evitar a perda da torre) 10.Dxb4 Bxb4+ (ou 8...Dxf7 9.Dxb7 e agora em troca da torre as negras teriam um forte ataque, de difícil refutação: 8...Dxf7 9.Dxb7 9.Bc5 10.Dc8+ Re7 11.Dxh8  Bxf2+! 12.Re2!! Bb6 13.Cc3 Dg6 14.Te1!! Dxg2+ 15.Rd3! Bd4 16.Dc8! c5 17.Te2 Tf3+ 18.Be3 c4+! 19.Dxc4 Ca6! 20.Dxa6 Td8 21.Tae1! Bxe3! 22.Rc4 Bd4 23.Cb5 Bf2 24.Txf2 Dxf2 25.Dxa7+ Dxa7 26. Cxa7, e após encontrar todos esses lances difíceis as brancas teriam um jogo ganho!) Porém o americano Paul Morphy faz o melhor lance, concentrando suas forças para um ataque de xeque-mate sobre as peças negras má desenvolvidas!
8. ... c6
9. Bg5 b5 (?)
10. Cxb5!
Morphy escolhe não recuar o bispo, pois daria tempo ao preto recuperar o atraso no desenvolvimento. 9...b5 perde mas é difícil achar algo melhor; por exemplo 9...Ca6 10.Bxf6 gxf6 11.Bxa6 bxa6 12.Da4 Db7 e a posição preta está uma confusão.
10. ... cxb5?
As pretas poderiam ter jogado 10.Db4+, onde teria forçado Morphy a trocar as damas, ainda que o jogo branco continuaria ganho.
11. Bxb5+ Cbd7
Se 11... Rd8 12.0-0-0+ Rc7 13.Td3! Db4 14.Dxf7+ De7 15.Tc3+ Rb7 16.Dc4 Dd8 17.Bc6+ Cxc6 18.Dxc6+ Rb8 19. Tb3+ forçando 19... Db6 20.Txb6+ vence. Ou 11... Cge7 12.Bxe7, obviamente.
12. 0-0-0!
A combinação dos bispos atacando o cavalo e a coluna aberta dominada pela torre levarão, com certeza, à derrota preta.
12. ... Td8
13. Txd7 Txd7
14. Td1 De6
Compare a atividade das peças brancas com as pretas.
15. Bxd7+ Cxd7
Se 15...Dxd7, então 16.Db8+ Re7 17.Dxe5+ Rd8 18.Bxf6+ gxf6 19.Dxf6+ Rc8 20.Txd7 Rxd7 21. Dxh8 e as brancas estão evidentemente ganhas.
16. Db8+!!
Morphy encerra com um lindo sacrifício de dama.
16. ... Cxb8
17. Td8#